# Giovan Battista Pacichelli
Giovan Battista Pacichelli (Roma, 1641 – Roma, 1695) è stato uno storico e abate italiano.

## Biografia

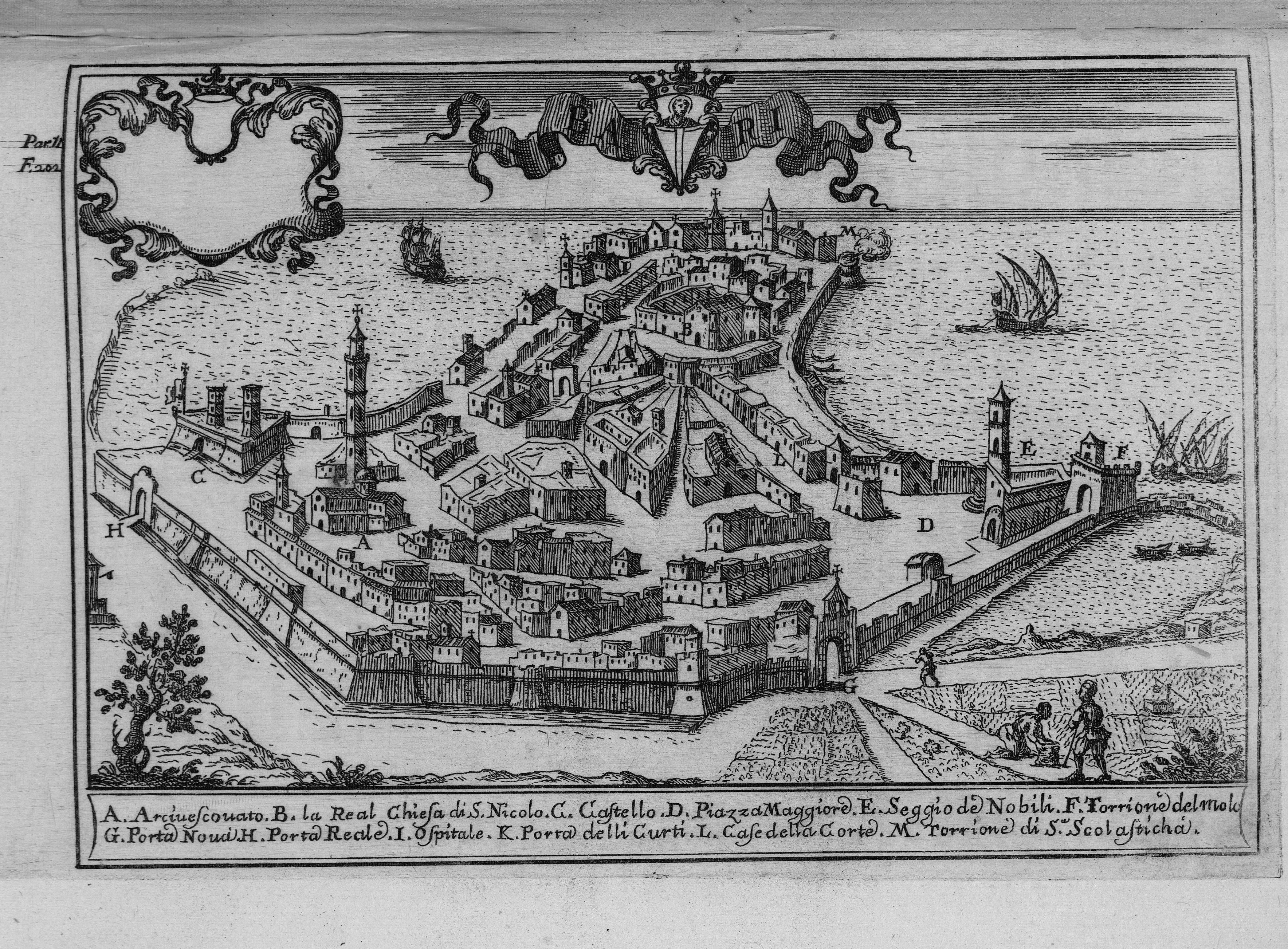
Disegno di Bari per Il Regno di Napoli in prospettiva, 1703

Nato a Roma da genitori pistoiesi, seguì a Pisa gli studi giuridici per addottorarsi in diritto civile e canonico; tornato a Roma, si laureò in teologia sotto la guida del cardinale Brancati. Dopo aver pubblicato un panegirico dedicato a Clemente IX, due opere giuridiche (Schediasma e De distantiis) e alcune biografie agiografiche, ebbe la nomina di abate commendatario di San Marco (1670). Nominato Protonotario Apostolico, nel 1672 venne destinato da Clemente X ad Auditore per la conferenza di pace di Colonia per far terminar le guerre in Germania. Dopo il trattato di Münster-Westfalia (1674), intraprese una serie di viaggi per l'Europa (Olanda, Francia, Fiandre, Inghilterra, Scozia, Irlanda, Spagna, Portogallo, Svezia, Danimarca, ancora Germania, Austria e Ungheria). Fu membro della Royal Society (1674).
Tornò a Roma nel 1677, dove fu ben accolto da Innocenzo XI e proposto per sedi vescovili che ricusò; fu allora chiamato dalla Corte di Parma come consigliere del duca Ranuccio II Farnese (1678-1682). Mandato da questi nel Regno di Napoli agli inizi del 1683, vi rimase per una dozzina di anni abitando una lussuosissima residenza fuori porta Costantinopoli. Viaggiando per il Regno operò studi di storiografia e di costumi.
Tornato a Roma, mori nei primi mesi del 1695, dopo aver consegnato agli editori Muzio e Parrino l'opera che gli darà maggior fama e che verrà pubblicata postuma, il Regno di Napoli in prospettiva.

## Opere

### Opere religiose e giuridiche
- Il Giosia del Vaticano panegirico dedicato alla santita di N.S. Clemente 9. da Gio. Battista Pacichelli, in Perugia: per Angelo Laurenti, 1668.
- De iis qui nullo modo possunt in ius vocari... In quo de thesauro antiquitatis philologica, & historica nonnulla iurisperitis præcipue iunioribus necessaria dilucide & breuiter aperiuntur, Romae: apud Nicolaum Angelum Tinassium, 1669.
- Vita del reverendissimo padre f. Gio. Battista de' Marini maestro generale dell'Ordine de' predicatori. Breuemente descritta dall'abate Gio. Battista Pacichelli, in Roma: per Nicol'Angeli Tinassi, 1670.
- Della vita della venerabile suor Maria Vittoria Angelini Romana tertiaria dell'Ordine dei Servi descritta da l'abate Gio. Battista Pacichelli. Parti tre, in Roma: a spese di Nicol'Angelo Tinassi, 1670.
- Della vita di santa Rosa di Santa Maria tertiaria dell'ordine di san Domenico scritta da l'abate Gio. Battista Pacichelli, in Roma: per il Tinassi, 1671.
- Tractatus iuridicus de distantiis ... in quo fere tota servitutum materia theorice ac practice delibatur et praecipue agitur De sepe, maceria, confinibus, ac lapide terminali, Romae: typis, & expensis Ignatij de Lazaris, 1672.
- Chiroliturgia, sive De varia, ac multiplici manus administratione. Lucubrationes iuridico-philologicae. Quarum synopsis de manus natura, utilitate, tutela, gestibus, benedictionibus, impositionibus, tactu, osculis, lavatione, unctione, mirabili potestate, ac imperio, ludis, scriptura, in artibus excellentia, amputatione ... rursus de pugno, alapa, viribus, loco nobiliori ... quae universim pro nova literaria supellectili breviter proponuntur, & illustrantur, Coloniae Agrippinae: typis Wilhelmi Friessem, bibliopolae in platea vulgo Tranckgass sub signo S. Gabrielis archangeli, 1673.
- De iure hospitalitatis universo veteri scilicet, novo, publico, privato, voluntario, necessario, gratuito, ac mercenario. Commentarius juridico-philologico-theorico-practicus: ... In quo quicquid in urbe non modo, sed in orbe christiano & inter barbaros ad hospitalitatis tum priscae, tum recentioris materiam ... plura vero adiunguntur de peregrinis, expositis, mendicantibus, braxatoribus, aliaque perutilia ex thesaurifodina antiquitatis eruta, ac novissimis observationibus deprompta, nunquam hactenus prælo typographico subjecta, Coloniae Ubiorum: typis Wilhelmi Friessem, civis ac bibliopolae, 1675.
- Lucubrationum ad corpus philologicum pars altera: sive Diatribe de pede in qua multiplex pedis acceptio. Ejus in corpore humano dignitas ac præstantia. Varius, maxime ambulando; stando, ac sedendo usus. Praecipui gestus. Nuditas & calceamentum. Ablutio. Vnctio. Tactu osculisque religio seu veneratio ..., Coloniae Ubiorum: typis Wilhelmi Friessem, civis ac bibliopolae, 1675.
- Vita del servo di Dio Gioseppe Imparato di Castell'a Mare di Stabia ... e di Macario Parisi da Itri descritte dall'ab. Gio. Battista Pacichelli, in Napoli: per Camillo Cavallo, e Michele Luigi Mutij a spese di Domenico Antonio Parrino, 1686.
- De tintinnabulo Nolano lucubratio autumnalis in qua d. Paulini, & cujuslibet sacro-profanum Aes Campanum juridice, ac philologice, Neapoli: ex officina Camilli Cavalli: sumptibus Michaelis Aloysii Mutii, 1693.
- Schediasma juridico-philologicum tripartitum in otio Romano caniculari anni Christiani 1692. De larvis [vulgo] mascheris. De capillamentis vulgo perruchis. De chirothecis [vulgo] guantis ..., Neapoli: ex officina Camilli Cavalli. Sumptibus Michaelis Aloysii Mutii, 1693.

### Libri di viaggio
- Memorie de' viaggi per l'Europa christiana, scritte à diversi in occasione de' suoi ministeri dall'abate Gio. Battista Pacichelli, vol. 1, 1685.
- Memorie de' viaggi per l'Europa christiana, scritte à diversi in occasione de' suoi ministeri dall'abate Gio. Battista Pacichelli, 4 (tomo 1), 1685.
- Memorie novelle de' viaggi per l'Europa cristiana comprese in varie lettere scritte, ricevute, o raccolte dall'abate Gio. Battista Pacichelli in occasion de' suoi studi e ministeri, vol. 2, Napoli, Parrino e Mutii, 1690.
- Lettere familiari, istoriche, & erudite, tratte dalle memorie recondite dell'abate d. Gio. Battista Pacichelli in occasione de' suoi studj, viaggi, e ministeri. Divise in due tomi, in Napoli: appresso li socii Parrino, e Mutii: a spese di Dom. Ant. Parrino, 1695.
- Il Regno di Napoli in prospettiva diviso in dodeci provincie, in cui si descrivono la sua metropoli fidelissima città di Napoli, e le cose più notabili ... e le sue centoquarantotto città, e tutte quelle terre, delle quali se ne sono havute le notitie: con le loro vedute diligentemente scolpite in rame, conforme si ritrovano al presente, oltre il Regno intiero, e le dodeci provincie distinte in carte geografiche, ... con l'indice delle provincie, città, terre, famiglie nobili del Regno, e quelle di tutta Italia. Opera postuma divisa in tre parti dell'abate Gio. Battista Pacichelli, 3 voll., in Napoli: nella stamperia di Michele Luigi Mutio [nella stamperia di Dom. Ant. Parrino, il vol II], 1703.